# Саффре
Саффре (фр. Saffré) — коммуна на западе Франции, находится в регионе Пеи-де-ла-Луар, департамент Атлантическая Луара, округ Шатобриан-Ансени, кантон Гемне-Панфао. Расположена в 33 км к северу от Нанта и в 74 км к югу от Ренна, в 5 км от национальной автомагистрали N137. Через территорию коммуны протекает река Исак, приток Вилена.
Население (2017) — 3 907 человек.

## Экономика
Структура занятости населения:
- сельское хозяйство — 8,5 %
- промышленность — 6,7 %
- строительство — 11,0 %
- торговля, транспорт и сфера услуг — 40,1 %
- государственные и муниципальные службы — 33,7 %

Уровень безработицы (2017 год) — 7,3 % (Франция в целом — 13,4 %, департамент Атлантическая Луара — 11,6 %). 

Среднегодовой доход на 1 человека, евро (2017 год) — 20 410 (Франция в целом — 21 110, департамент Атлантическая Луара — 21 910).

## Демография
Динамика численности населения, чел.

## Администрация
Пост мэра Саффре с 2020 года занимает Жан-Клод Ро (Jean-Claude Raux). На муниципальных выборах 2020 года возглавляемый им левый список был единственным.
| Период | Период | Фамилия      | Партия       | Примечания  |
| ------ | ------ | ------------ | ------------ | ----------- |
| 1960   | 1977   | Пьер Сегален |              |             |
| 1977   | 1989   | Роже Мари    |              |             |
| 1989   | 2008   | Жан Дюпа     | Разные левые |             |
| 2008   | 2020   | Жослин Пулен | Разные левые | учительница |
| 2020   |        | Жан-Клод Ро  | Разные левые |             |

## Города-побратимы
- Винтертон, Великобритания

## Галерея

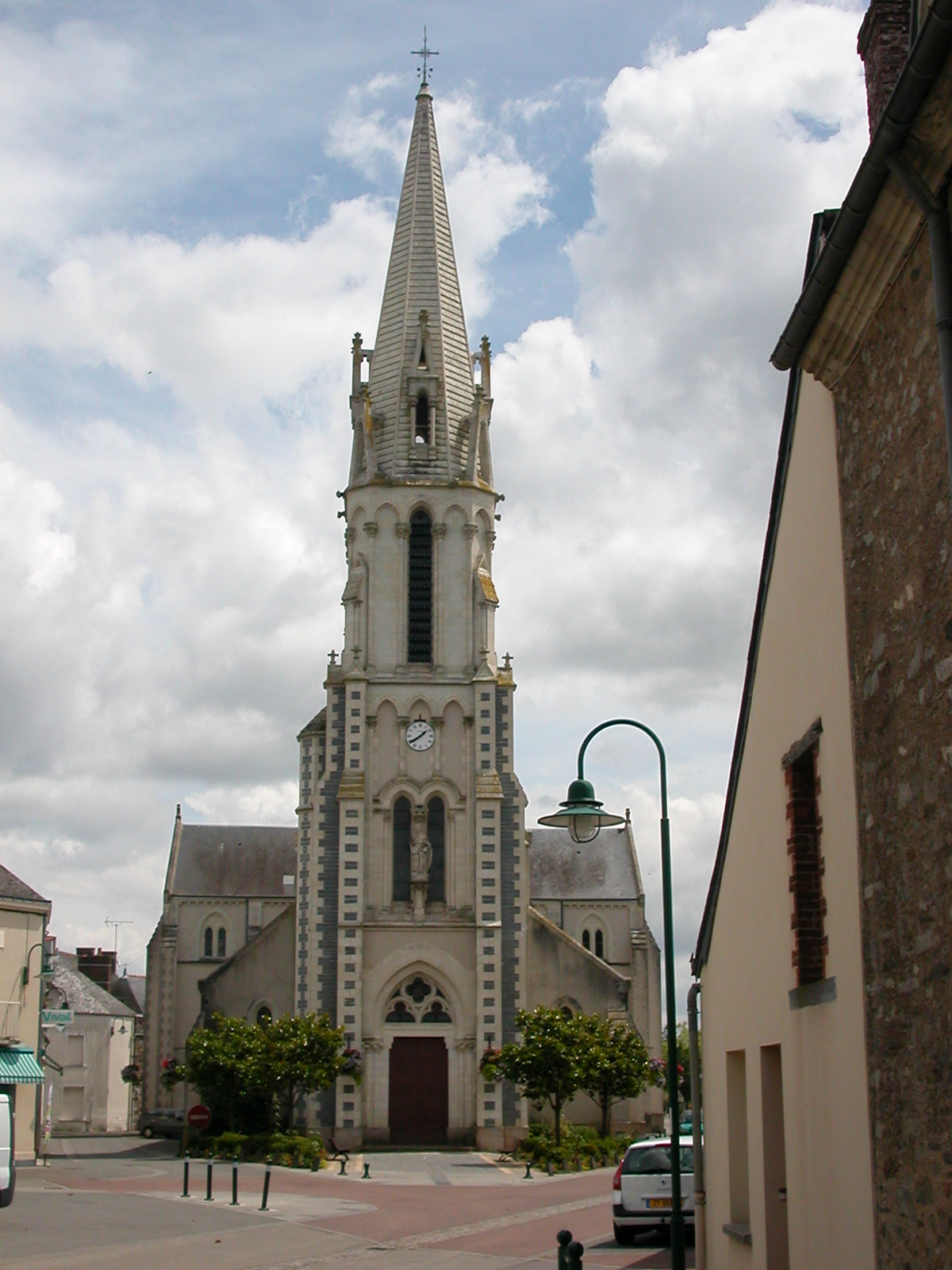
Церковь Святых Петра и Павла
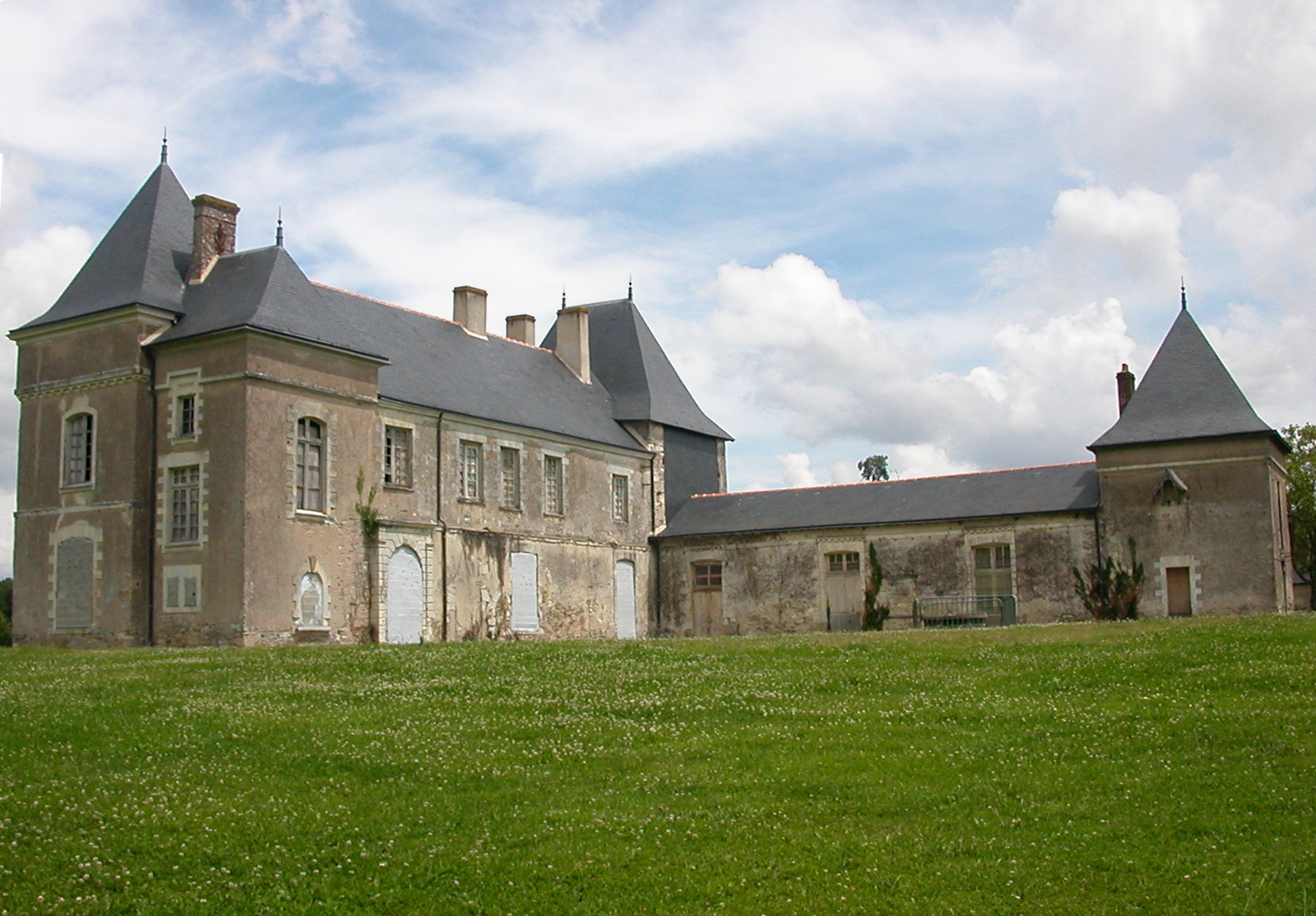
Шато Саффре
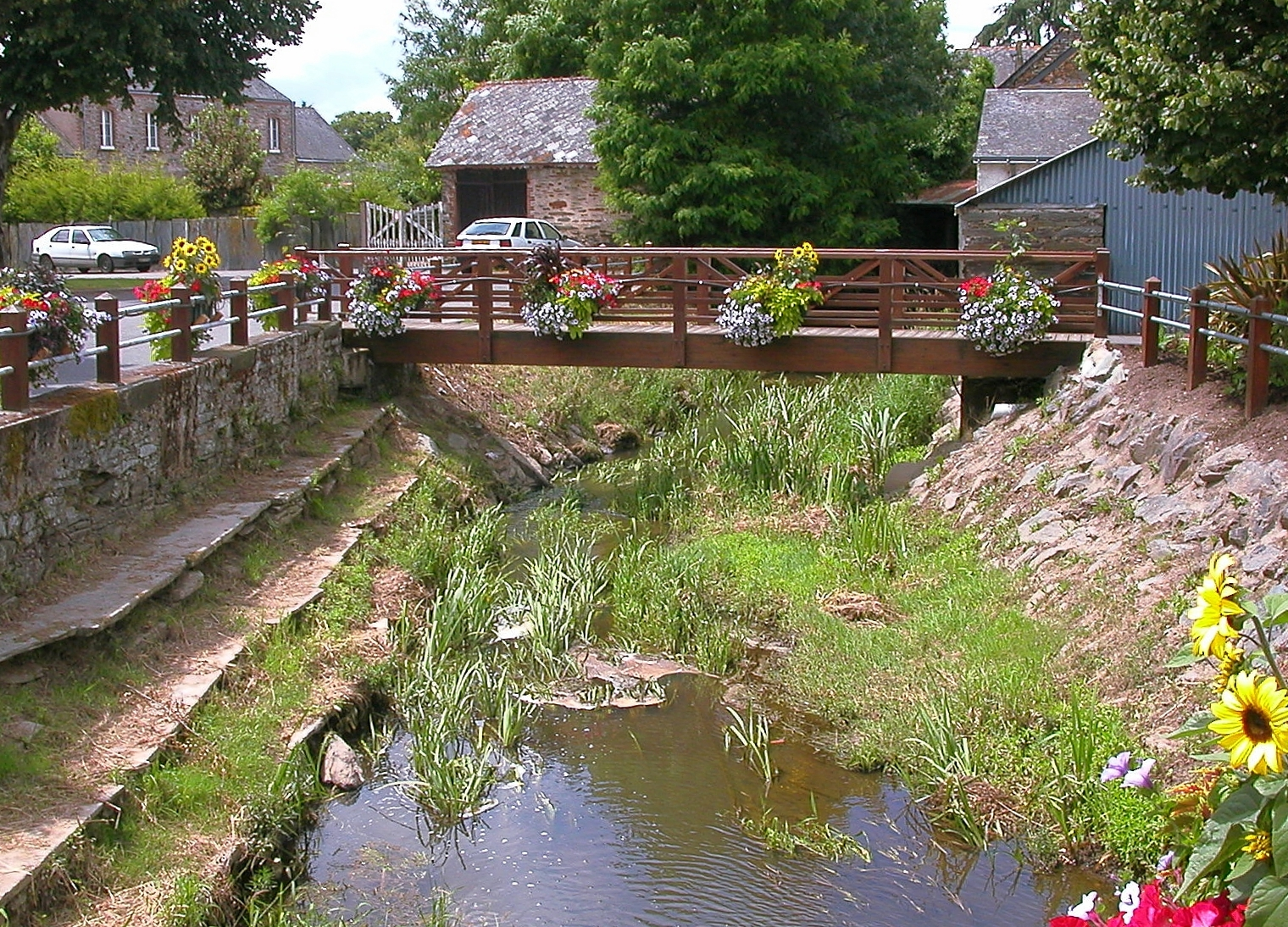
Река Исак в Саффре